# Mads Bundgaard Larsen
Mads Bundgaard Larsen (født 9. maj 1972 i Gentofte) er en dansk jurist, der siden 2022 har været retspræsident for Sø- og Handelsretten.
Mads Bundgaard Larsen blev cand.jur. fra Aarhus Universitet i 1998. Han har tidligere været konstitueret landsdommer i Østre Landsret 2012-2013, dommer ved Retten i Glostrup 2013-2014 og vicepræsident for Sø- og Handelsretten fra 2015, indtil han 1. april 2022 blev udnævnt til retspræsident.
Han er desuden opmand ved Arbejdsretten, formand for Lægeforeningens Voldgiftsret og bestyrelsesmedlem i Dansk Forening for Markedsføringsret, Association of European Competition Law Judges, Den Danske Søretsforening og Juridisk Forening.
Han er ridder af Dannebrog.